# Parc régional de la Pointe-de-la-Martinière
Le parc régional de la Pointe-de-la-Martinière est un parc régional du Québec situé dans le secteur Saint-Joseph-de-la-Pointe-De Lévy de la ville de Lévis et administré par celle-ci. Le parc a été officialisé en 2006, à la suite d'un dernier achat territorial. Deux autres achats territoriaux avaient été effectués en 1991 et en 2004. La construction d'aménagements a débuté en 2016 et a permis l'installation d'un pavillon de services, en 2019, et d'un circuit cyclable autour du parc.

## Toponymie
Le parc porte le nom de la pointe de la Martinière, nommée d'après Claude de Bermen, sieur de la Martinière, premier seigneur de la seigneurie de la Martinière, où se trouve actuellement le parc.

## Géographie

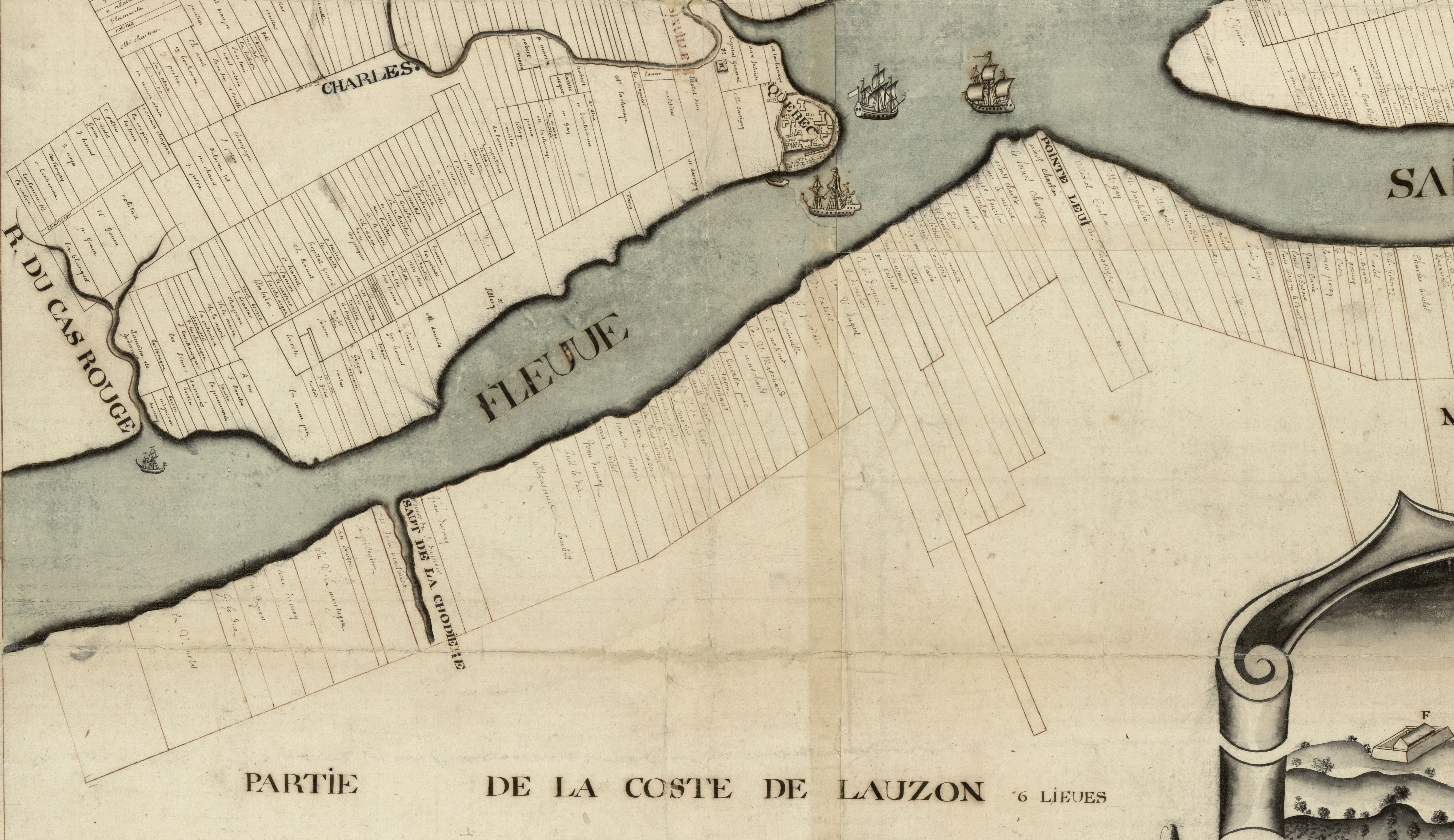
Carte datant de 1709 montrant la « Coste de Lauzon ». Le parc se situe aujourd'hui près de la pointe de Lévis.

Le parc régional de la Pointe-de-la-Martinière se situe à l'extrémité est de la ville de Lévis, et occupe une surface de 1,25 km2 entre le boulevard Guillaume-Couture et le fleuve Saint-Laurent. Il est situé en aval du rétrécissement du chenal maritime du fleuve, sur la pointe de la Martinière. Un peu plus loin du parc, situé sur l'ancienne Seigneurie de la Martinière, se trouve le lieu historique du Fort-de-la-Martinière. Un parc résidentiel un peu plus loin se nomme le Parc de la Martinière.

### Administration
Le parc naturel est administré par la ville de Lévis. Cependant, il y a plusieurs propriétés privées sur l'aire occupée par le parc, et la portion littoral est à 62 % privée. Un pavillon de services permet de régir le parc.

### Installations
Même s'il est en cours d'aménagement, en date de 2020, le parc contient plusieurs aménagements qui ont été effectués à partir de 2016. Une stationnement accessible par la rue Saint-Joseph est disponible pour les visiteurs. Un pavillon d'accueil construit entre 2017 et 2019 sert de centre d'interprétation pour les visiteurs et contient une salle polyvalente d'une capacité de 30 personnes. Le toit du pavillon a été recouvert de végétation. Il a été inauguré pour un coût de 822 000 $ CAD sur les 1 200 000 $ CAD planifiés pour l'aménagement du parc en 2016,,. 300 000 $ CAD ont aussi été investis pour la construction d'un réseau cyclable d'un kilomètre de long, même si le parc est déjà accessible par deux chemins cyclables, dont la route verte 1.

## Histoire
L'idée de projet d'un parc régional à la pointe de la Martinière est née au début des années 1990. À la suite de cela, le maire Robert Guay a acheté un terrain aux Sœurs de Notre-Dame du Bon-Conseil en 1991. En 2004, Jean Garon achète de la Société immobilière Irving une seconde parcelle. En 2006, Danielle Roy-Marinelli achète un dernier lot au gouvernement du Québec. Le projet est présenté en 2010 à la population, mais peu de changements suivent dans les prochaines années. En 2016, Gilles Lehouillier et sa conseillère municipale Fleur Paradis décident d'injecter 1 200 000 $ CAD dans l'aménagement du parc, et un pavillon est construit en 2019.

## Patrimoine naturel
Le parc regroupe des espaces forestiers aux champs de pâturages.

### Faune
En amont du parc, sur la grève Gilmour, la sauvagine est présente en grand nombre. Le Grand Pic peut quant à lui être observé à plusieurs reprises durant l'année. Environ 200 espèces d'oiseaux habitent le secteur.

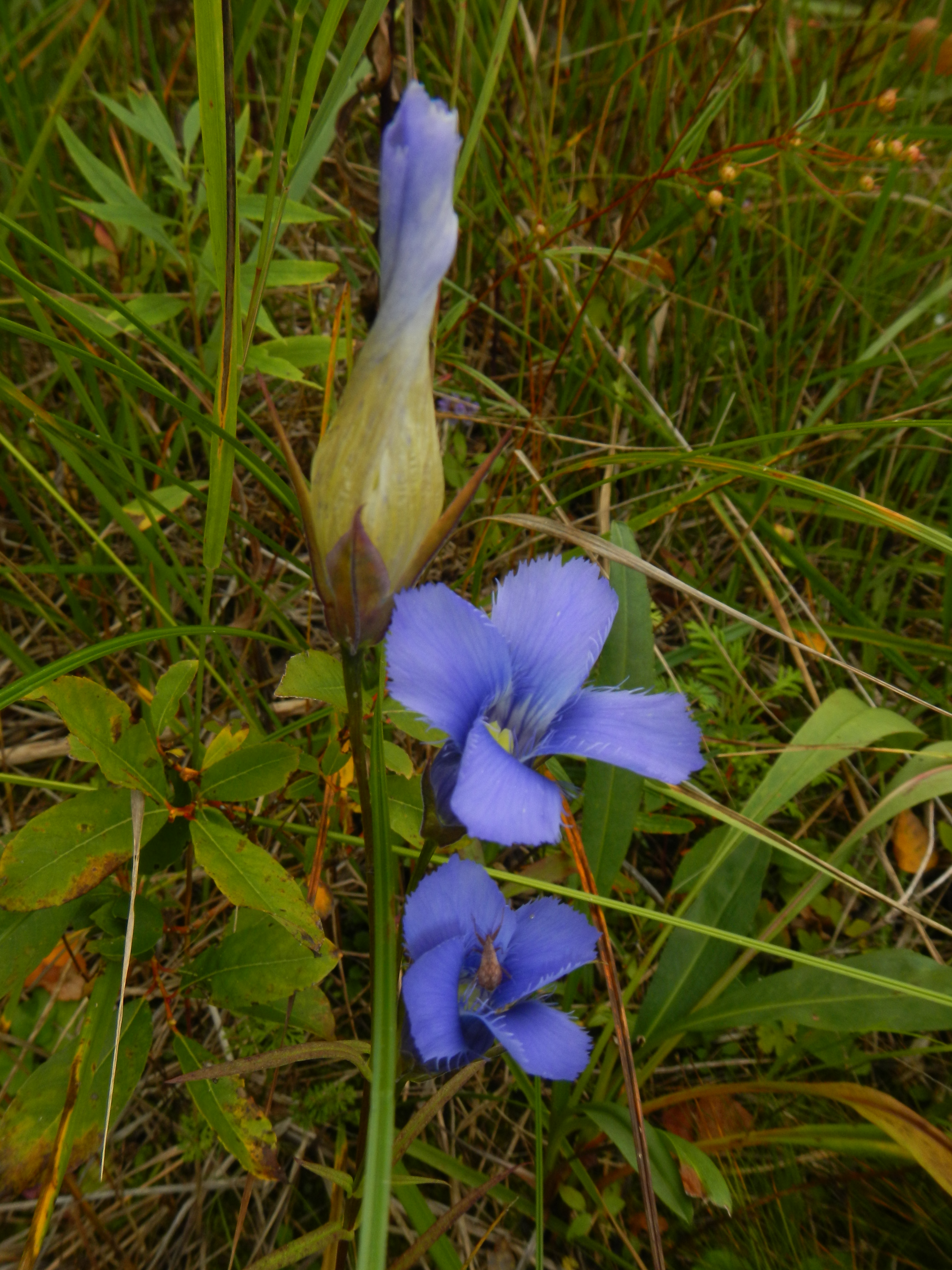
La grande gentiane, une espèce peuplant le parc.

### Flore
Beaucoup d'espèces florales sont présentes dans le parc comme la Gentiane de Victorin.

## Activités sportives
Quelques activités sportives peuvent s'y pratiquer, comme la randonnée pédestre et le vélo. L'hiver, la randonnée en raquettes peut aussi y être pratiquée.

## Fréquentation
Le parc est accessible gratuitement et est ouvert tous les jours, sauf entre 23 h et 5 h. Outre son entrée principale, le parc a deux entrées auxiliaires et trois entrées pour piétons seulement.